# Прован, Дэвид (1956)
Дэвид Александер Прован (англ. David Alexander Provan; род. 8 мая 1956, Гурок, Ренфрушир) — шотландский футболист, полузащитник. Прежде всего известный по выступлениям за клубы «Килмарнок» и «Селтик», а также национальную сборную Шотландии.

## Клубная карьера
Во взрослом футболе дебютировал в 1974 году выступлениями за команду клуба «Килмарнок», в которой провёл четыре сезона, приняв участие в 120 матчах чемпионата и забил 8 голов. Большую часть времени, проведённого в составе «Килмарнока», был основным игроком команды.
Своей игрой за эту команду привлёк внимание представителей тренерского штаба клуба «Селтик», к составу которого присоединился в 1978 году. Сыграл за команду из Глазго следующие семь сезонов своей игровой карьеры. Играя в составе «Селтика» также выходил на поле в основном составе команды.
В 1985 году защищал цвета команды клуба «Сидней Олимпик», но так и не сыграл ни в одном матче чемпионата.
Завершил профессиональную игровую карьеру в клубе «Селтик», в составе которого уже выступал ранее. Вернулся в команду в 1985 году, защищал её цвета до прекращения выступлений на профессиональном уровне в 1986 году.

## Выступления за сборную
В 1976 году провёл 1 матч на молодёжном уровне.
В 1979 году дебютировал в официальных матчах в составе национальной сборной Шотландии. В течение карьеры в национальной команде, которая длилась 4 года, провёл в форме главной команды страны 10 матчей и забил 1 гол.
В составе сборной был участником чемпионата мира 1982 года в Испании.

## Личная жизнь
Прован женат на Фионе, у пары есть две дочери: Келли и Анна.

## Титулы и достижения

### Клубные

#### «Селтик»
- Чемпион Шотландии (4): 1978/79, 1980/81, 1981/82, 1985/86
- Обладатель Кубка Шотландии (2): 1980, 1985
- Обладатель Кубка шотландской лиги: 1982

### Индивидуальные
- Игрок года по версии футболистов ШПФА: 1980